# Septembre 1944 (guerre mondiale)
Chronologie de la Seconde Guerre mondiale
Août 1944 - Septembre 1944 -  Octobre 1944
- 1er septembre :
  - Libération de Dieppe, Arras, Verdun et Blois-Vienne.
  - Départ de Tourcoing du  « Train de Loos » qui emmène en déportation en Allemagne 841 prisonniers politiques détenus à la prison de Loos-lez-Lille.
  - Les Allemands évacuent la Grèce.
  - Rencontre entre Hitler et les Français De Brinon, Darnand, Doriot, Déat et Marion dans son QG de Prusse-orientale[1].

- 2 septembre : 
  - Les troupes alliées entrent en Belgique.
  - La Finlande rompt ses relations diplomatiques avec le Reich.
  - Attentat contre le général Giraud à Alger.
  - Libération d'Abbeville, de Maubeuge et de Namur.
  - Reddition de la garnison italo-allemande de l'île de Cézembre, dernière poche de résistance à Saint-Malo.

- 3 septembre : 
  - Bruxelles est libérée par la 2e Armée britannique.
  - Libération de Lille.
  - Libération de Lyon par des troupes franco-américaines et de Saint-Étienne.

- 4 septembre : 
  - Anvers est libérée par la 11e division blindée britannique.

- 5 septembre :
  - Création d'une union douanière entre la Belgique, les Pays-Bas et le Luxembourg : le Benelux.
  - L'Union soviétique déclare la guerre au Royaume de Bulgarie et envahit son territoire.

- 6 septembre : 
  - Gand libérée par des troupes britanniques.
  - Liège libérée par la 3e division blindée américaine, dirigée par le général Maurice Rose.
  - La Hongrie déclare la guerre à la Roumanie.
  - Échec à Moscou de l'opération Zeppelin, tentative allemande de faire assassiner Staline

- 7 septembre :
  - La Bulgarie déclare la guerre à l'Allemagne.
  - Pétain et Laval quittent Belfort pour l'Allemagne[2].

- 8 septembre : 
  - Ostende est libérée par des troupes canadiennes.
  - Le gouvernement belge en exil quitte Londres pour rejoindre la Belgique.
  - Le premier V2 tombe sur Londres[3].
  - Arrivée de Pétain et Laval à Sigmaringen[2].

- 9 septembre : 
  - Gouvernement provisoire français formé par le général de Gaulle.
  - Coup d'État en Bulgarie. Un nouveau gouvernement est instauré par Kimon Georgiev et la coalition du Front Patriotique.
  - Les troupes américaines commencent la libération du Grand-Duché de Luxembourg en entrant sur son territoire à Pétange.

- 10 septembre : 
  - La ville de Luxembourg est libérée par la 1re Armée américaine.
  - Libération de Tours.

- 11 septembre : 
  - Bombardement de la R.A.F. sur Darmstadt: plus de 11000 morts en une nuit.
  - Les troupes américaines achèvent la libération du Grand-Duché de Luxembourg et atteignent les frontières entre le Grand-duché et le Reich.
  - Armistice entre l'Union soviétique et la Bulgarie.

- 12 septembre :
  - Jonction à Montbard (Côte-d'Or) des armées alliées débarquées en Normandie et en Provence.
  - Armistice entre le Royaume de Roumanie et les Alliés.
  - De Gaulle expose son programme politique au Palais de Chaillot à Paris.
  - Ouverture de la Conférence de Québec.

- 14 septembre :
  - Déclenchement des opérations dans la forêt de Hürtgen : Les Allemands, solidement retranchés, imposent aux unités américaines une bataille d'usure pendant deux mois[4].
  - Lancement d'une offensive soviétique dans les Pays baltes : les unités allemandes stationnées dans ces régions sont définitivement isolées du Reich et doivent être ravitaillées par bateau, depuis les ports de Dantzig et Gotenhafen.

- 15 septembre :
  - Jonctions dans les Balkans entre les troupes de Tito et les troupes soviétiques.
  - Fin de l'opération Spencer commencée le 29 août
  - Ouverture de la conférence économique internationale de Montréal.

- 16 septembre :
  - Les Soviétiques pénètrent en province de Prusse-Orientale.
  - Lancement d'une contre-offensive allemande, l'opération César, destinée à rétablir la continuité territoriale entre le Reich et les poches encore tenues par les unités allemandes le long du littoral balte.
  - Hitler informe ses collaborateurs de son intention de lancer une offensive dans les Ardennes[5].

- 17 septembre : 
  - lancement de l'opération Market Garden, opération visant à la libération d'Arnhem aux Pays-Bas[6].
  - début des opérations en Estonie : lancement de l'offensive en direction de Tallinn

- 19 septembre : 
  - Libération de Nancy par la 1re armée américaine.
  - Libération de Brest après plus d'un mois de combats couteux et destructeurs.
  - Libération de Boulogne-sur-Mer.
  - Armistice entre l'URSS et la Finlande.

- 22 septembre
  - Les unités allemandes évacuent Tallinn.

- 25 septembre : 
  - Les troupes britanniques se retirent d'Arnheim avec l'échec de l'opération Market Garden. Plus de 6 000 parachutistes sont prisonniers.
  - Les Alliés prennent Ravenne dans le nord-est de l'Italie.
  - Hitler ordonne à Alfred Jodl de préparer l'offensive annoncée dix jours plus tôt.

- 26 septembre : 
  - Fin des opérations en Estonie, définitivement reconquise par l'Armée Rouge.

- 27 septembre :
  - Rupture des relations entre la Hongrie et la Bulgarie.

- 29 septembre : 
  - Attaque aéroportée des positions allemandes dans l'archipel de Moonsund : l'archipel est totalement libéré le 24 novembre au terme de combats très durs.

- 30 septembre : 
  - La garnison allemande de Calais se rend aux troupes canadiennes.